# Etienne Ung’eyowun
Etienne Ung’eyowun Bediwegi (ur. 6 kwietnia 1959 w Nyalebbe) – kongijski duchowny katolicki, biskup Bondo od 2008.

## Życiorys

### Prezbiterat
Święcenia kapłańskie przyjął 10 sierpnia 1988 i został inkardynowany do diecezji Mahagi-Nioka. Był m.in. wykładowcą seminarium w Buni, asystentem ekonoma diecezjalnego oraz sekretarzem pomocniczym w kongijskiej Konferencji Episkopatu.

### Episkopat
18 marca 2008 papież Benedykt XVI mianował go biskupem ordynariuszem diecezji Bondo. Sakry biskupiej udzielił mu 8 czerwca 2008 metropolta Kinszasy - arcybiskup Laurent Monsengwo Pasinya.